# Павловський Володимир Станіславович
Павловський Володимир Станіславович (14 квітня 1980, Бровари) — український академічний веслувальник, призер чемпіонатів світу та Європи, заслужений майстер спорту України з академічного веслування.
Закінчив Дніпропетровський державний інститут фізкультури і спорту.
Тренери — Микола Кузьмук, Анатолій Цоцко.

## Біографія
Почав займатися веслуванням з 1998 року.
2001 року взяв участь в молодіжному чемпіонаті світу, де в складі парної двійки, зайнявши четверте місце у півфіналі, не пройшов до фіналу змагань.
- 2002 — XIII місце на чемпіонаті світу в одиночках;
- 2003 — IX і двічі VII місце на етапах Кубку світу, XVI місце на чемпіонаті світу в одиночках;
- 2005 — XVIII місце на етапі Кубку світу в одиночках, III і V місце на етапах Кубку світу, V місце на чемпіонаті світу в двійках парних.
- 2006 — IV місце на етапі Кубку світу в парних четвірках.

На чемпіонаті світу 2006 у складі парної четвірки (Володимир Павловський, Дмитро Прокопенко, Сергій Білоущенко, Сергій Гринь) став срібним призером.
- 2007 — V і VI місця на етапах Кубку світу, IV місце на чемпіонаті Європи в парних четвірках;
- 2008 — IX і V місця на етапах Кубку світу в парних четвірках.

На пекінській Олімпіаді в складі четвірки (Сергій Гринь, Володимир Павловський, Олег Ликов, Сергій Білоущенко) посів 8 місце. У тому ж складі на чемпіонаті Європи 2008 українська четвірка зайняла призове третє місце.
На чемпіонаті світу 2009 Павловський був восьмим, а на чемпіонаті Європи 2009 в складі четвірки (Геннадій Захарченко, Володимир Павловський, Костянтин Зайцев, Сергій Гринь) став чемпіоном Європи.
На чемпіонаті Європи 2010 Павловський в складі четвірки (Володимир Павловський, Сергій Гринь, Сергій Білоущенко, Іван Довгодько) здобув бронзову медаль. Того ж року займав V і VI місця на етапах Кубку світу і X місце на чемпіонаті світу в четвірках парних.
- 2011 — IX місця на етапах Кубку світу в двійках парних і четвірках парних, XI місце на чемпіонаті світу в четвірках парних, V місце на чемпіонаті Європи в четвірках парних.

На Олімпіаді 2012 в складі четвірки (Володимир Павловський, Костянтин Зайцев, Сергій Гринь, Іван Довгодько) посів 9 місце.
На чемпіонаті Європи 2013 Павловський в складі двійки парної був десятим. На чемпіонатах Європи 2014 і 2016 років Павловський в складі вісімки зі стерновим двічі був восьмим.
Завершив спортивну кар'єру 2016 року.